# Мама и тата се играју рата (3. сезона)
Трећа сезона тв серије Мама и тата се играју рата је емитoвана од 15. марта до 13. априла 2025. године на каналу РТС 1 и састоји се од 10 епизода. ,, ,

## Радња
Три године након завршетка претходне сезоне животи наших јунака су се битно променили. Вељко Радисављевић је као никада раније у потпуности посвећен породици; Јадранка, Милена и Александра су у сталној борби око нових послова у архитектонском бироу; Вида је све више оптерећена тинејџерским проблемима; Ћуфта је у међувремену постао страховито познат јер је снимио пуно серија које су имале огромну гледаност али је суштински незадовољан, Мики је сазнао да треба да постане деда... Током ове сезоне сви они ће се наћи на великој животној прекретници и током десет епизода ће морати да стигну до оне тачке у којој ће се суочити са собом, својим жељама, циљевима, али и слабостима и дилемама.

## Епизоде
| Бр. еп. (укупно) | Бр. еп. (у сезони) | Наслов             | Редитељ       | Сценариста                                  | Премијера       |
| --- | ------------------ | ------------------ | ------------- | ------------------------------------------- | --------------- |
| 21 | 1                  | Рутина             | Гордан Кичић  | Гвозден Ђурић Марко Манојловић Гордан Кичић | 15. март 2025.  |
| Вељко Радисављевић је (након што је напокон завршио снимање серије "Словени") у потпуности посвећен породици; Јадранка, Милена и Александра су у сталној борби око нових послова у архитектонском бироу;Вида је све више оптерећена тинејџерским проблемима и одласком на екскурзију; Ћуфта је у међувремену постао страховито познат јер је снимио пуно серија које су имале огромну гледаност али је суштински незадовољан собом, Мики је сазнао да треба да постане деда... Лавину нових проблема као и увек покрене Вељко којег почиње све више да боли желудац без неког јасног разлога. Бол је све јача и он мора у болницу. |                    |                    |               |                                             |                 |
| 22 | 2                  | Дијагноза          | Гвозден Ђурић | Гвозден Ђурић Марко Манојловић Гордан Кичић | 16. март 2025.  |
| Вељко је провео ноћ у болници. Иако је у питању било рутинско решавање проблема он је забринут да је озбиљно болестан јер је од доктора сазнао да му је урађена биопсија. Та информација стиже до Ћуфте и Микија и они такође почну да паниче. За то време Вида се јавља Јадранки са екскурзије где никако не успева да се "повеже" са другарицама из разреда. Ћуфта је схватио шта је то што га мучи – мисли да би коначно требало да се оствари као отац. Због тога прво запроси Милену што њу непријатно изненади, али је и шокира када јој каже да жели да имају дете. Стигли су резултати Вељкове биопсије. Бенигно је. Вељку лакне, али и даље постоји неки приблем унутар њега који он рационално не може да објасни.                                                           |                    |                    |               |                                             |                 |
| 23 | 3                  | Нови човек         | Гвозден Ђурић | Гвозден Ђурић Марко Манојловић Гордан Кичић | 22. март 2025.  |
| Након разговора са Јадранком Вељко је схватио да треба да промени у потпуности свој живот и да мора да крене да “прати трагове” који ће га сигурно довести до решења. Проблем је само у томе што он не зна где уопште треба да крене. Мики је непланирано провео ноћ са бившом женом Сташом и сада се обоје осећају веома непријатно због тога, а Ћуфта има ново решење – одлази у центар за социјални рад како би решио све око усвајања детета, али тамо сазнаје да је то немогуће без Милениног пристанка. Вида на екскурзији помогне својој симпатији Рељи да се извуче из непријатне ситуације, а Марко се кроз рад на пројекту све више заљубљује у Александру. Вељко у излогу види хит књигу “Нокти” коју је написао Славен Мештровић. Вељко схвата да је то то – коначно знак. |                    |                    |               |                                             |                 |
| 24 | 4                  | Нокти              | Гвозден Ђурић | Гвозден Ђурић Марко Манојловић Гордан Кичић | 23. март 2025.  |
| Вељко је опседнут романом “Нокти” који је прочитао два пута. Има и план – снимиће филм по том роману у којем се крију одговори на сва важна питања. Због тога се налази са Славеном Мештровићем у кафани и веома лако се договарају око тога да Вељко откупи права на роман. Славен му тражи да пре писања сценарија покаже посвећеност са рецимо почетних – 2.000 евра. Након још једног разговора са Славеном Вељко схвати да је дубоко погрешио у вези са њим (поготово што му је већ дао новац). Након туче са њим враћа се кући и вођен емоцијом разочарења саопштава Јадранки шта се десило, а онда и Види да никада не сме да буде пролазник у свом животу, тј. да мора да буде искрена и храбра у односу на оно што заиста жели.                                               |                    |                    |               |                                             |                 |
| 25 | 5                  | Шоља чаја          | Гвозден Ђурић | Гвозден Ђурић Марко Манојловић Гордан Кичић | 29. март 2025.  |
| Мики и Сташа су у последњим припремама за долазак Шантелине породице. Мики је одлучио да направи заједнички ручак како би свом сину Момчилу показао да је он ипак другачији од онога што он мисли о њему. Наравно, позвао је и своје пријатеље, Вељка, Јадранку, Ћуфту и Милицу. Током ручка, благо речено, ствар се отргне контроли. Јадранка и Вељко су у сукобу, Ћуфта и Милена такође, а Мики сазнаје да ће се Шантел породити у Холандији и да ће његов син, снаја и унук убудуће живети тамо. То је окидач за Микија, који припит онда има монолог о томе шта су била његова очекивања од сина, али и остатка породице након чега се гости из Холандије покупе и одлазе. |                    |                    |               |                                             |                 |
| 26 | 6                  | Састав             | Гвозден Ђурић | Гвозден Ђурић Марко Манојловић Гордан Кичић | 30. март 2025.  |
| Вељко, Мики и Ћуфта су негде на сред реке Саве у чамцу и покушавају да схвате шта им се све дешава у животима. Када коначно одлуче да се врате назад имају проблем јер не могу да упале мотор – то значи да морају да веслају. Јадранка сазнаје да је њена мајка Радмила у доста лошем стању јер већ неко време не излази из стана и веома је депресивна након смрти мужа. Вељко и Јадранка добијају позив да дођу у школу где разговарају са школским психологом и тада сазнају шта се то тачно десило на екскурзији. Видине другарице су је постиделе и све то снимиле телефоном а онда и окачиле на друштвене мреже. |                    |                    |               |                                             |                 |
| 27 | 7                  | Сценарио           | Гвозден Ђурић | Гвозден Ђурић Марко Манојловић Гордан Кичић | 5. април 2025.  |
| Вељко је готово у трансу, током ноћи искуцао комплетан сценарио. Када га Мики и Ћуфта сутра ујутру прочитају, поред тога што све време плачу инсистирају на томе да по том сценарију мора да се сними филм јер је то нешто најбоље што су прочитали у животу. Вида признаје Јадранки да је послала Вељку свој састав. Када добије потврду са неколико страна од људи који га не воле (конкретно Славен Мештровић), Вељко са Микијем и Ћуфтом одлази код продуцента Зденка, али он има идеју да се по том сценарију снима серија. Ипак, иако још увек нема решење око снимања будућег филма оно што је кључно за Вељка – буквално сви исто реагују на сценарио. |                    |                    |               |                                             |                 |
| 28 | 8                  | Прочитај, молим те | Гвозден Ђурић | Гвозден Ђурић Марко Манојловић Гордан Кичић | 6. април 2025.  |
| Јадранка не може да се помири са тим да је Вељко непромишљено заложио Жаретову кућу за кредит који треба да добије за снимање филма. Без обзира на то Вељко и Ћуфта праве план о томе ко би могао да глуми у филму и онда случајно на ТВ-у угледају интервју наше познате глумице која већ неко време игра само у великим иностраним филмовима – у питању је Марија Богдановић. Милена сазнаје да је Александра у вези са њеним сином Марком након чега не жели више никада да је види у животу. Вељко и Ћуфта успевају да дођу до Марије Богдановић и да јој уруче сценарио. Иако је у почетку имала подозрење због тога што ју је Вељко буквално препао, Марија ипак прочита сценарио и пристане да игра у филму.                                                                    |                    |                    |               |                                             |                 |
| 29 | 9                  | Буџет              | Гордан Кичић  | Гвозден Ђурић Марко Манојловић Гордан Кичић | 12. април 2025. |
| Вељко је окупио комплетну филмску екипу, али имају проблем јер новац од кредита још увек није пребачен на њихов рачун. Поред тога што је заложио Жаретову кућу Вељко у банци сазнаје да одељење за ризик све кочи и да је потребно још неко средство обезбеђења. Поред Вељка, у највећем проблему је Марија Богдановић јер већ има заказан следећи филм у иностранству за који неће моћи да помера термине. Притисак на Вељка је све већи. И он би иначе раније то решавао тако што би побегао или се негде склонио, али сада је одлучан да успе у својој основној намери и сними филм. Одлази у банку и не жели да оде све док не добије кредит. Јадранка коначно прочита сценарио и након тога и сама одлучи да се укључи у снимање филма.                                           |                    |                    |               |                                             |                 |
| 30 | 10                 | Успех као такав    | Гордан Кичић  | Гвозден Ђурић Марко Манојловић Гордан Кичић | 13. април 2025. |
| Јадранка долази у банку и доноси уговор који је потписала са Марком и њиме гарантује враћање Вељковог кредита за филм. Сада, када је коначно добио кредит, за Вељка више нема препрека. Остало је само да сними фантастичан филм – што он и уради. Вељко отплаћује кредит банци у целости и враћа назад у своје власништво Жаретову кућу. Милена сазнаје да ће постати бака јер је Александра трудна. Ћуфта ће бити деда (што је за њега скоро као да ће бити отац као што је и желео) након чега уследи опште славље. На самом крају Вељко и Јадранка обављају разговор у којем јој он даје пуну подршку да уради оно што је наумила – да узме неко време само за себе и сазна све оно о себи за шта никада није имала времена..                                                      |                    |                    |               |                                             |                 |